# 徳川風雲録 御三家の野望
『徳川風雲録 御三家の野望』（とくがわふううんろく ごさんけのやぼう）は、1986年（昭和61年）1月2日にテレビ東京で放送された12時間超ワイドドラマ（のちの新春ワイド時代劇）である。2008年放送の新春ワイド時代劇で『徳川風雲録 八代将軍吉宗』としてリメイクされた。

## 概要
初回放送時は6部構成だったが、再放送時には全13話に編集され、各話の題名も改められた。
12時間超ワイドドラマ版
- 第一部 「紀州の虎見参」
- 第二部 「陰謀の嵐・血煙り水戸街道」
- 第三部 「京に散る花・決闘の断崖」
- 第四部 「尾張の旋風・藩主暗殺」
- 第五部 「大殺陣・地獄谷の襲撃」
- 第六部 「天下の大勝負 吉宗最大の危機」

再放送版
- 第一話 「紀州の虎 見参!」
- 第二話 「五月晴れ 親子の初名乗り」
- 第三話 「大勝負 花の吉原三万両!」
- 第四話 「血煙り水戸街道」
- 第五話 「京に散る哀花」
- 第六話 「大爆破! 決闘の断崖」
- 第七話 「忍者暗闘! 尾張の旋風」
- 第八話 「謀略の嵐! 藩主暗殺」
- 第九話 「大奥の罠! 悲恋夢芝居」
- 第十話 「吉宗決起! 尾水の牙城」
- 第十一話 「大殺陣! 地獄谷の襲撃」
- 第十二話 「激震! 八代将軍の座」
- 最終話 「天下の大勝負」

## スタッフ
- 原作：柴田錬三郎 「徳川太平記」、南原幹雄 「御三家の犬たち」
- 脚本：志村正浩、下飯坂菊馬、本田英郎、池上金男
- 監督：大洲斎、太田昭和、松尾昭典、牧口雄二
- 音楽：津島利章
- 製作：テレビ東京、東映

## キャスト
- 加納源六→松平頼方→徳川吉宗／柳生新六郎勝厳：北大路欣也（二役）

- 佐和：かとうかずこ
- 大岡忠相：山本學

- 徳川光貞：加藤和夫
- 加納五郎左衛門：永野辰弥
- 柳生飛騨守：河合絃司
- 安藤帯刀（御附家老）：内藤武敏
- 雲隠れの登幾：松原千明
- 藪田助左衛門：岩田直二
- 藪田助八：桜木健一
- むささびのお麻：森永奈緒美
- 無明左平次：木村元
- 紀伊国屋文左衛門：高松英郎
- 高尾太夫：白都真理
- 吉良上野介：溝田繁
- 柳沢吉保：神山繁
- 染子：宮下順子
- 柳沢吉里：松田礼司
- 荻原重秀：中村錦司

- 徳川綱吉：中村嘉葎雄
- 松平綱豊→徳川家宣：林与一
- 天英院：岩井友見
- お喜世：萩尾みどり

- 徳川家継：渡辺慎也
- 富森助右衛門：長谷川明男
- 吉田忠左衛門：相馬剛三
- 中山備前守：垂水悟郎
- お甲：土田早苗
- 天羽外記：宮内洋
- 絵島：叶和貴子
- 生島新五郎：並木史郎

- 宮路：加茂さくら
- 歌川雪之丞：梅沢富美男
- 徳川継友：丹波義隆
- 徳川綱條：千葉保
- 天一坊：高橋一也

- 赤川大膳：大下哲也
- 藤井左京：剣持伴紀
- 常楽院天忠：徳田興人
- お美津：伊藤つかさ
- 雲霧仁左衛門：原口剛
- 藤井紋太夫：遠藤征慈
- 水野忠之：西山辰夫

- 成瀬隼人正：丹波哲郎

- 松前伊豆守：楠年明
- 姉小路三位卿：菅貫太郎
- 鳥羽大納言：佐藤慶
- 山内伊賀介：原田芳雄

- 水戸光圀：市川右太衛門（特別出演）

- ナレーター：鈴木瑞穂